# L'Aigle et l'Escarbot
L'Aigle et l'Escarbot est la huitième fable du livre II de La Fontaine située dans le premier recueil des Fables de La Fontaine, édité pour la première fois en 1668.
Pour cette Fable, La Fontaine s'inspire de celle d'Ésope : L’Aigle et l'escarbot.
La fable raconte l'histoire de la vengeance d'un escarbot, espèce de scarabée, qui pour venger la mort de son ami lapin, tué par l'aigle, fait tomber à trois reprises les œufs que cette dernière avait pondus. L'histoire se termine de manière heureuse par l'intervention de Jupiter.

## Texte
L'Aigle donnait la chasse à Maître Jean Lapin,
Qui droit à son terrier s'enfuyait au plus vite.
Le trou de l'Escarbot se rencontre en chemin :
Je laisse à penser si ce gîte
Etait sûr ; mais où mieux ? Jean Lapin s'y blottit.
L'Aigle fondant sur lui nonobstant cet asile,
L'Escarbot intercède et dit :
Princesse des Oiseaux, il vous est fort facile
D'enlever malgré moi ce pauvre malheureux ;
Mais ne me faites pas cet affront, je vous prie ;
Et,  puisque Jean Lapin vous demande la vie,
C'est mon voisin, c'est mon compère.
L'Oiseau de Jupiter, sans répondre un seul mot,
Choque de l'aile l'Escarbot,
L'étourdit, l'oblige à se taire,
Enlève Jean Lapin. L'Escarbot indigné
Vole au nid de l'Oiseau, fracasse en son absence
Ses œufs, ses tendres œufs, sa plus douce espérance :
Pas un seul ne fut épargné.
L'Aigle étant de retour et voyant ce ménage,
Remplit le ciel de cris, et, pour comble de rage,
Ne sait sur qui venger le tort qu'elle a souffert.
Elle gémit en vain, sa plainte au vent se perd.
Il fallut pour cet an vivre en mère affligée.
L'an suivant, elle mit son nid en lieu plus haut.
L'Escarbot prend son temps, fait faire aux œufs le saut.
La mort de Jean Lapin derechef est vengée.
Ce second deuil fut tel que l'écho de ces bois
N'en dormit de plus de six mois.
L'Oiseau qui porte Ganymède
Du Monarque des Dieux enfin implore l'aide,
Dépose en son giron ses œufs, et croit qu'en paix
Ils seront dans ce lieu, que pour ses intérêts
Jupiter se verra contraint de les défendre :
Hardi qui les irait là prendre.
Aussi ne les y prit-on pas.
Leur ennemi changea de note,
Sur la robe du Dieu fit tomber une crotte ;
Le Dieu la secouant jeta les œufs à bas.
Quand l'Aigle sut l'inadvertance,
Elle menaça Jupiter
D'abandonner sa cour, d'aller vivre au désert,
De quitter toute dépendance
Avec mainte autre extravagance.
Le pauvre Jupiter se tut :
Devant son tribunal l'Escarbot comparut,
Fit sa plainte, et conta l'affaire :
On fit entendre à l'Aigle enfin qu'elle avait tort.
Mais les deux ennemis ne voulant point d'accord,
Le Monarque des Dieux s'avisa, pour bien faire,
De transporter le temps où l'Aigle fait l'amour
En une autre saison, quand la race escarbote
Est en quartier d'hiver, et comme la Marmotte
Se cache et ne voit point le jour.

## Liens
- L'Aigle et l'Escarbot, Musée Jean-de-La-Fontaine à Château-Thierry.